# Jim McAndrew
Jim McAndrew (Lost Nation, Iowa; 11 de enero de 1944-Scottsdale, Arizona; 14 de marzo de 2024)fue un beisbolista estadounidense que jugó siete temporadas con dos equipos en la MLB en la posición de pitcher y fue campeón de la Serie Mundial de 1969.

## Carrera
A nivel universitario jugó béisbol y baloncesto para Iowa Hawkeyes, pero una lesión de rodilla en su segundo año lo retiró del baloncesto. Completaría su era universitaria graduado de sicología.
Los New York Mets seleccionaron a McAndrew en la ronda 11, posición 209 global del Draft de 1965. Su debut en la MLB fue el 21 de julio de 1968 entrando por Nolan Ryan. Fue abridor en 12 partidos con los Mets en 1968; y su récord fue de 4–8 con efectividad de 2.28.
McAndrew fue parte del equipo campeón de la Serie Mundial de 1969 y del equipo campeón de la Liga Nacional en 1973. Él no jugó en tal serie mundial relegado por Tom Seaver, Jerry Koosman y Gary Gentry en la alineación. Tampoco tuvo actividad en la Serie Mundial de 1973 con los Mets, que prefirieron a Seaver, Koosman, Jon Matlack y el relevista Tug McGraw. McAndrew jugó en 23 partidos en la temporada de 1973, pero por las lesiones solo lanzó 80 1⁄3 entradas.
Luego de la temporada de 1973 los Mets cambiaron a McAndrew a los San Diego Padres por Steve Simpson. Jugó en 15 partidos con los Padres antes de ser liberado.
McAndrew jugó en 161 partidos en su carrera, de los cuales en 110 fue lanzador abridor. Registró 20 juegos completos y 6 blanqueadas. Se retiró con un récord de 37–53 y efectividad de 3.65.

## Vida personal
McAndrew y su esposa Lyn tuvieron cuatro hijos. Uno de ellos, Jamie McAndrew, también fue pitcher en la MLB.
Luego de retirarse del béisbol en 1974, McAndrew pasó a trabajar en General Dynamics en Chicago. Trabajó en la industria del carbón. Él y Lyn pasaron a vivir en Fountain Hills, Arizona luego de jubilarse.
McAndrew falleció luego de padecer una breve enfermedad en el HonorHealth Scottsdale Shea Medical Center el 14 de marzo de 2024.